# Shayan Oveis Gharan
Shayan Oveis Gharan est un chercheur en informatique théorique, professeur à l'université de Washington.
Il a reçu le prix Presburger en 2021 pour ses avancées sur le problème du voyageur de commerce.

## Biographie
Shayan Oveis Gharan a obtenu son master à l'université de technologie de Sharif à Téhéran en 2008. Il a ensuite fait son doctorat à l'université Stanford.
Il a reçu le prix du meilleur article à STOC 2021 et 2019, à FOCS 2011 et à SODA 2010. 
Il reçoit le prix Presburger en 2021 et le prix Stephen-Smale en 2023.